# Sportåret 1831

## Händelser

### Boxning
- 22 februari – James Burke besegrar Jack Davis i Shepperton Range. Matchen varar i 27 minuter över 13 ronder.[1]

- 28 maj – James Burke besegrar James Blissett i Colney Heath. Matchen varar i 44 minuter över 19 ronder.[1]

- 12 juli – Jem Ward besegrar Simon Byrne i Willeycutt och försvarar därmed sin engelska mästerskapstitel i tungvikt. Matchen varar i en timme och 17 minuter över 33 ronder.[2]

### Cricket
- Okänt datum – Surrey CCC vinner County Championship (en inofficiell titel fram till 1890, då de första officiella mästarna koras).

## Födda

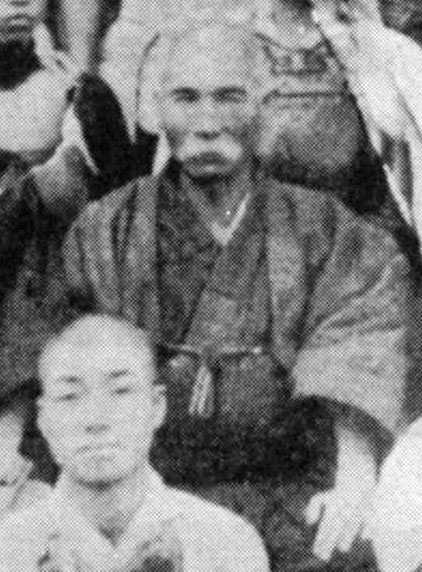
Itosu Ankō.

- 12 februari – John Morrissey, irländsk-amerikansk boxare[3]

- Okänt datum – Itosu Ankō, ryukyuisk kampsportare, av vissa ansedd som den moderna karatens fader[4]